# Broome County
Broome County je okres (county) státu New York založený v roce 1806 oddělením od okresu Tioga.
Broome sousedí s okresem Chenango na severu, Delaware na východě, Wayne (stát Pensylvánie) na jihovýchodě, Susquehanna (stát Pensylvánie) na jihu, Tioga na západě a s okresem Cortland na severozápadě.
Správním městem je sídlo Binghamton s 45 217 obyvateli v roce 2005.
Počet obyvatel: 196 269 (v roce 2006), 200 536 (v roce 2000)
Ženy: 51,6 % (v roce 2005)